# Niederkalifornien-Erdbeben von 2010
Das Niederkalifornien-Erdbeben von 2010 war ein schweres Erdbeben, das sich am 4. April 2010 um 22:40:41 Uhr UTC (15:40:41 Uhr Ortszeit) unweit der mexikanischen Stadt Guadalupe Victoria ereignete. Es erreichte auf der Momenten-Magnituden-Skala eine Stärke von MW = 7,2 und auf der Mercalliskala wurde die Stufe VIII (schwer) registriert.

## Hergang
Das Niederkalifornien-Erdbeben von 2010, englisch 2010 Baja California earthquake oder 2010 El Mayor – Cucapah earthquake, wurde am Ostersonntag den 4. April 2010 um 15:40:41 Uhr Pacific Daylight Time bzw. um 22:40:41 Uhr UTC instrumentell erfasst. Sein Epizentrum lag in Niederkalifornien 18 Kilometer westsüdwestlich von Guadalupe Victoria, etwa 45 Kilometer südlich der amerikanisch-mexikanischen Grenze. Die Koordinaten des Epizentrums sind 32,259° nördliche Breite und 115,287° westliche Länge. Das Hypozentrum des Erdbebens befand sich nach Angaben des United States Geological Survey 47 km südsüdöstlich von Mexicali, 51 Kilometer südsüdöstlich von Calexico, 167 km ostsüdöstlich von Tijuana und 180 Kilometer südöstlich von San Diego in rund 10 km Tiefe.
Ausgehend vom Epizentrum waren etwa 120 Kilometer beidseitig in sowohl nordwestlicher Richtung bis an die amerikanische Grenze und südöstlich bis an die Nordspitze des Golfs von Kalifornien eingerissen. Hierbei handelt es sich um eine komplexe Störungszone, die zwei geomorphologisch und strukturell sehr unterschiedliche Terrane durchläuft. Mehrere nicht durchgehende Stränge wurden benutzt und auch ältere, bereits gerissene Verwerfungen wiederverwendet.
Die Erschütterungen des Hauptbebens vom 4. April waren in ganz Niederkalifornien, im Südwesten der Vereinigten Staaten und im Nordwesten von Mexiko deutlich spürbar.

### Vor- und Nachbeben

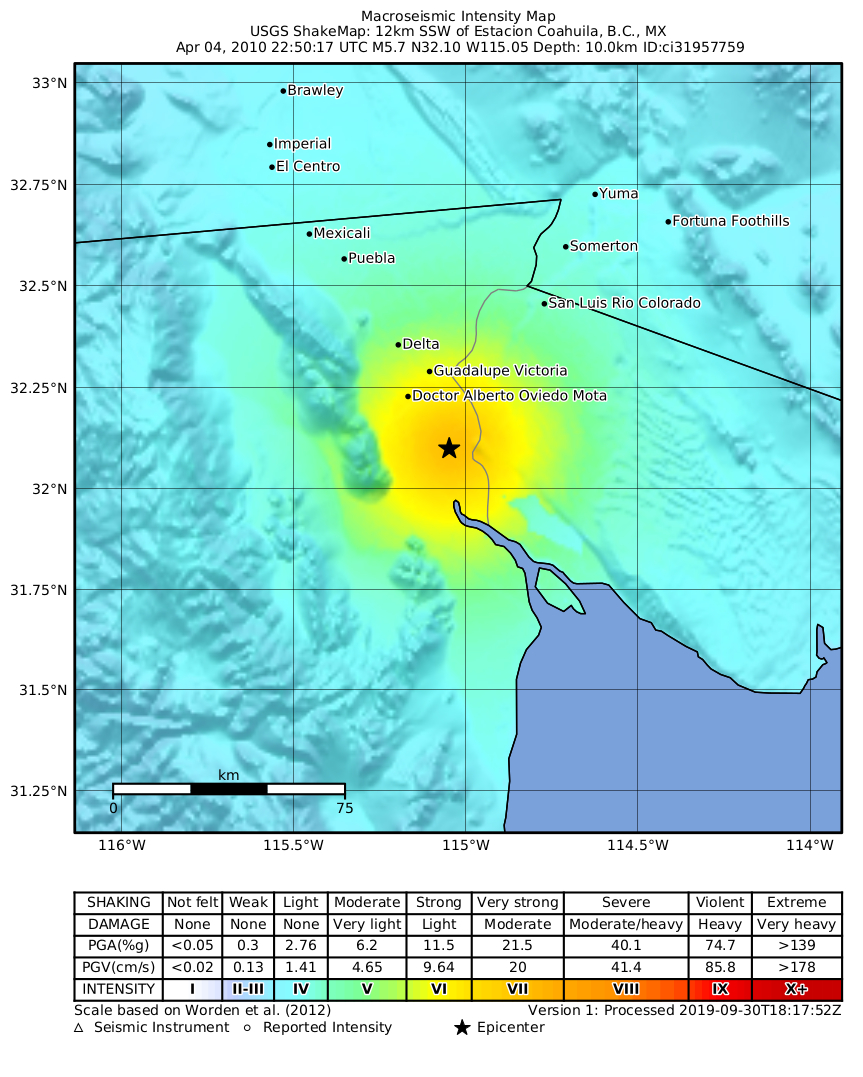
Shakemap des Nachbebens mit 5,7 M_{w}

Die Region war vor dem Hauptbeben (mit Mw=7,2) bereits im Jahr 2009 seismisch verstärkt aktiv. Erste Vorbeben begannen im März 2010. Seit dem 1. April ereigneten sich mehrere leichte Erdbeben, die eine Stärke zwischen 3 und 4 auf der Momenten-Magnituden-Skala erreichten. In den letzten 24 Stunden vor dem Hauptbeben registrierten noch 15 Vorbeben mit einer Magnitude 2,0 bis 4,4 Mw. Diese kleinen Vorbeben waren in der Nähe des Epizentrums der Nord-Süd-Richtung gedolgt.
Innerhalb der ersten sechs Stunden nach dem Hauptbeben wurden im Norden Niederkaliforniens und in Südkalifornien mehr als 90 Nachbeben registriert – mit einer Magnitude von mindestens 3,0. Eines von ihnen erzielte 5,2 Mw, ein weiteres 5,4 Mw eines 5,1 Mw und eines sogar 5,7 Mw – alle innerhalb von 60 Minuten nach dem Hauptbeben. Darunter auch ein Nachbeben mit 3,0 Mw im Meer 5 Kilometer westlich von Malibu. Am frühen Morgen des 5. Aprils war die Zahl der Nachbeben bereits auf 100 angewachsen.
Am 8. April um 16:44 UTC trat in unmittelbarer Nähe des Epizentrums ein weiteres Nachbeben der Magnitude 5,3 Mw auf. Insgesamt ereigneten sich mindestens 9 starke Nachbeben.
Am 10. April ereignete sich ebenfalls in der Frühe ein Nachbeben der Magnitude 4,4 Mw. Es dauerte ungefähr 10 Sekunden und war in Süd- und Niederkalifornien zu spüren, es kam aber zu keinerlei Schäden und Verletzungen. Ein Nachbeben von vergleichbarer Magnitude folgte am Morgen des 11. April in Südkalifornien.
Am 14. Juni um 16:26:58 UTC kam es zu einem starken Nachbeben mit 5,7 Mw. Sein Hypozentrum lag bei Ocotillo im südwestlichen Imperial County in einer Tiefe von 5,0 Kilometer.
Am 7. Juli wurde als ferne Nachwirkung des Nachbebens vom 10. April ein Beben mit 5,4 Mw an der San-Jacinto-Verwerfung ausgelöst. Die San-Jacinto-Verwerfung ist eine der aktivsten Verwerfungen in Kalifornien und hatte nach dem Hauptbeben Anzeichen für einen Druckanstieg geliefert. Ihr Bruch ereignete sich 20 Kilometer nordwestlich von Borrego Springs. Dieses Ereignis ist ein gutes Beispiel für Spannungsübertragung auf eine andere Verwerfung weiter nordwärts. Der Bruch war immerhin noch so stark, um Gebäude in der Innenstadt von Los Angeles in Schwingung zu versetzen, Flaschen aus Regalen zu werfen und den Verkehr im Disneyland Resort für kurze Zeit zu unterbrechen.

## Seismologische Parameter

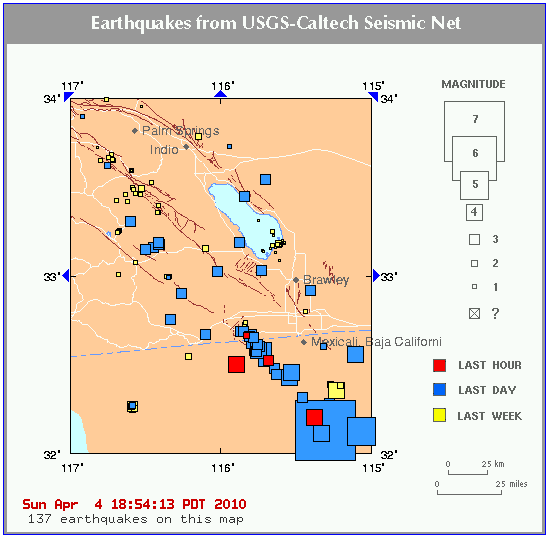
Ausgelöste Beben unmittelbar nach dem Hauptbeben

Das Erdbeben erlangte eine Stärke von MW = 7,2 und eine maximale Intensität auf der Mercalliskala generell von VII (sehr stark), lokal aber auch IX (verwüstend). Die stärksten Auswirkungen erreichten die Stufe VIII (schwer) in Progreso. In Calexico, Imperial, El Centro, Heber und in Guadalupe Victoria konnte der Wert VII anhand baulicher Schäden ermittelt werden. Intensitätswerte von VI (stark) fanden sich in Ocotillo, Calipatria, Brawley, Holtville und in San Luis Río Colorado.
Die Erschütterungen des Hauptbebens dauerten insgesamt 89 Sekunden. Die Herdtiefe wird generell mit 10 Kilometer angegeben. Als maximale Beschleunigung wurde 0,58 m/s2 erzielt – das 0,059-fache der Erdbeschleunigung. Die Spitzenverschiebungsgeschwindigkeit betrug 0,61 m/s.
Die Herdflächenlösung ergab eine vertikale, rechtsverschiebende, Südost-streichende (N 137) Herdfläche mit horizontalem Versatz. Die Stärke des Bebens konnte hiermit auf MW = 7,17 näher eingeengt werden. Das Seismische Moment wurde mit 7,2 × 1019 Nm bestimmt.
Der höchste Versatz wurde an der Borrego-Verwerfung gemessen – der rechtsseitige Seitenversatz betrug hier 3,1 Meter an einer nahezu vertikalen Verwerfung. Hinzu kamen 2,0 Meter an Abschiebung nach Osten – was eine Schrägabschiebungskomponente von 3,7 Meter ergab.
Die generelle Streckrichtung liegt bei N 085.

## Verwerfungsverlauf

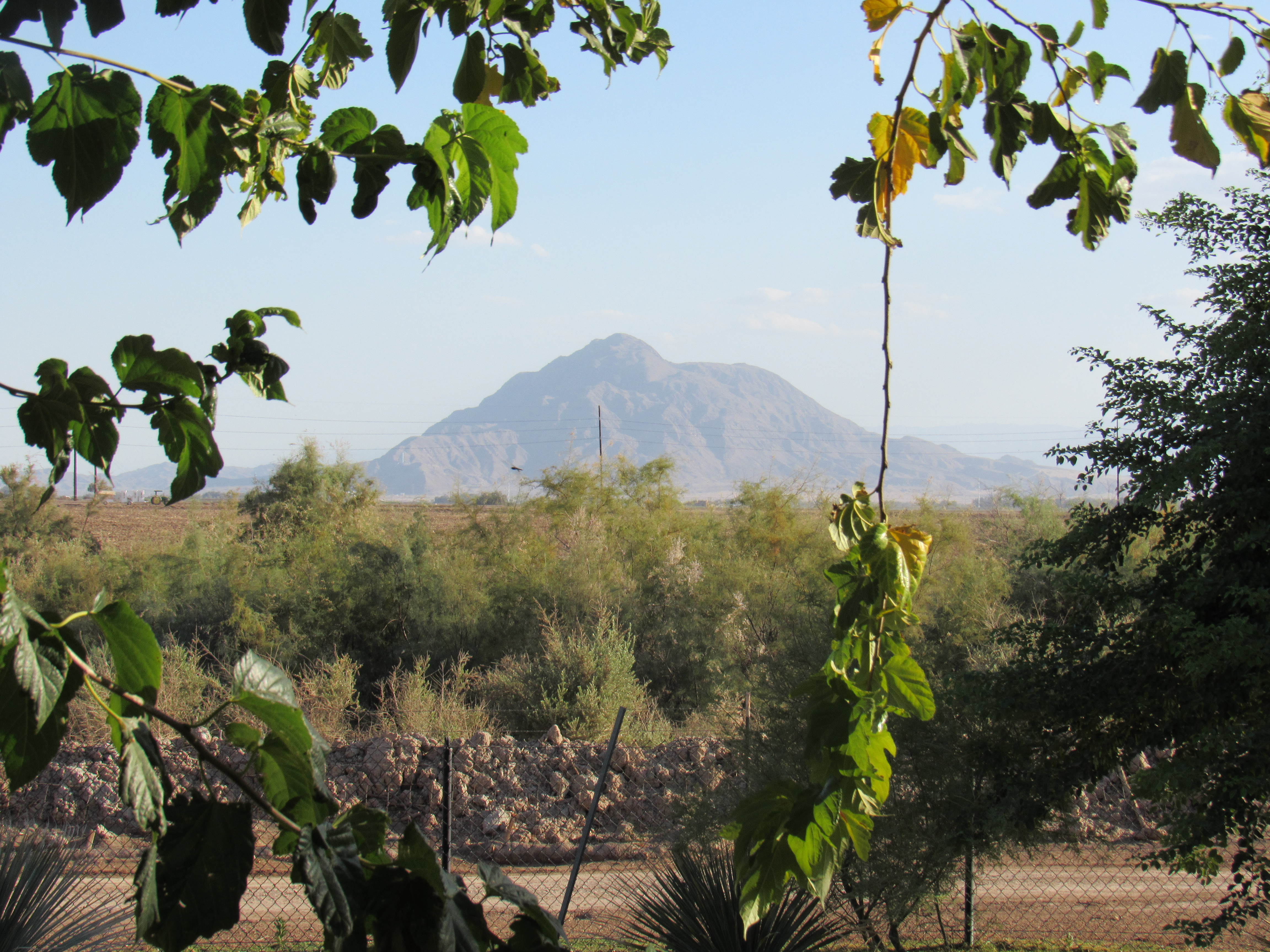
Am Berg El Centinela im Nordwesten der Sierra de Los Cucapah endet die Bruchzone im Alluvium der Yuha-Wüste

Das Bruchgeschehen erfolgte ausgehend vom Hypozentrum sowohl in Südost- als auch in Nordwest-Richtung.
Der südöstliche Ast bildet eine zirka 53 Kilometer lange, südwestwärts geneigte Bruchzone, die durch die wassergesättigten Deltasedimente des Colorado Rivers schneidet. Hierbei kam es zu Liquefaktionen entlang der Indiviso-Verwerfung. Einzelne Bruchstränge unterscheiden sich zum Teil deutlich in ihrer Richtung und halten oft nicht mehr als wenige hundert Meter in ihrem Streichen aus. Die Bruchzone verlässt hierbei zusehends die Sierra El Mayor nach Südosten.
Der nordwestliche Ast propagierte rund 55 Kilometer durch einen nach Osten einfallenden Verwerfungsstapel in der Sierra de Los Cucapah. Der Oberflächenriss erfolgte hier an der Laguna-Salada-, an der Pescadores- und an der Borrego-Verwerfung. Auf den ersten 20 Kilometern folgt die Ruptur der Laguna-Salada- und der Pescadores-Verwerfung. Hier wurde ein maximaler dextraler Seitenversatz von 2,50 Meter erzielt. Der Höhenversatz ist variabel und ändert seine Polarität entlang der Laguna-Salada-Verwerfung. Mit Erreichen der Pescadores-Verwerfung erfolgt dann generell ein Abschieben nach Nordosten mit maximalen Versätzen von 1,50 Meter. Der Bruch endet im Hochland der Sierra Cucapah und springt dann nahezu 10 Kilometer nach Süden und bildet so einen linken Übertritt zur Borrego-Verwerfung. Gleichzeitig ereignete sich ein erneuter Bruch (mit 10 bis 30 Zentimeter Höhenversatz) am Nordende der Laguna-Salada-Verwerfung, die bereits 1892 eingerissen war. Die Laguna-Salada-Verwerfung verläuft hier parallel zur Borrego-Verwerfung. Der zentrale Abschnitt der Borrego-Verwerfung wird sodann an einer Segmentgrenze von einer flachen Detachment Fault betroffen. Hier spaltet sich der Bruch auf, wobei ein Ast dem Detachment in mehr westlicher Richtung folgt. Auf den nächsten 6 Kilometern erfolgt ein erneuter linker Übertritt in einer 2 Kilometer breiten Zone. Schließlich konsolidiert sich die Bruchlinie entlang der Paso-Superior-Verwerfung, zieht noch 10 Kilometer weiter nach Nordwesten und endet dann am Südrand der Yuha-Wüste in sich überkreuzenden Verwerfungen mit sehr geringem Versatz (weniger als 10 Zentimeter). Die Bruchlinie des Bebens stellt sehr wahrscheinlich die unmittelbare Fortsetzung der Elsinore-Verwerfung nach Südosten dar.
Die Breite der Bruchzone ist nicht einheitlich, sondern schwankt vom Meter- zum Hundertmeterbereich (bis 270 Meter). Die Bruchzone ist am engstem im Südosten entlang der Pescadores- und der Laguna-Salada-Verwerfung (im Grundgebirge) und am weitesten im Nordwesten am Paso-Superior-Detachment (in Sedimenten). Die Breite einer Bruchzone wird natürlich auch über ihren Einfallswinkel gesteuert.
Die Komplexität des beobachteten Bruchverhaltens lässt sich teilweise auf den Einfluss der Detachments zurückführen. Diese erlauben der Bruchfront, sich in Oberflächennähe zu verbreitern. Das so entstandene Netzwerk von miteinander verwobenen, sowohl steilstehenden als auch flachliegenden Verwerfungen ist ein Ausdruck der dreidimensionalen Verformungen, die aus den transtensionellen Scherbewegungen der Plattenrandlage resultieren.

## Geologie

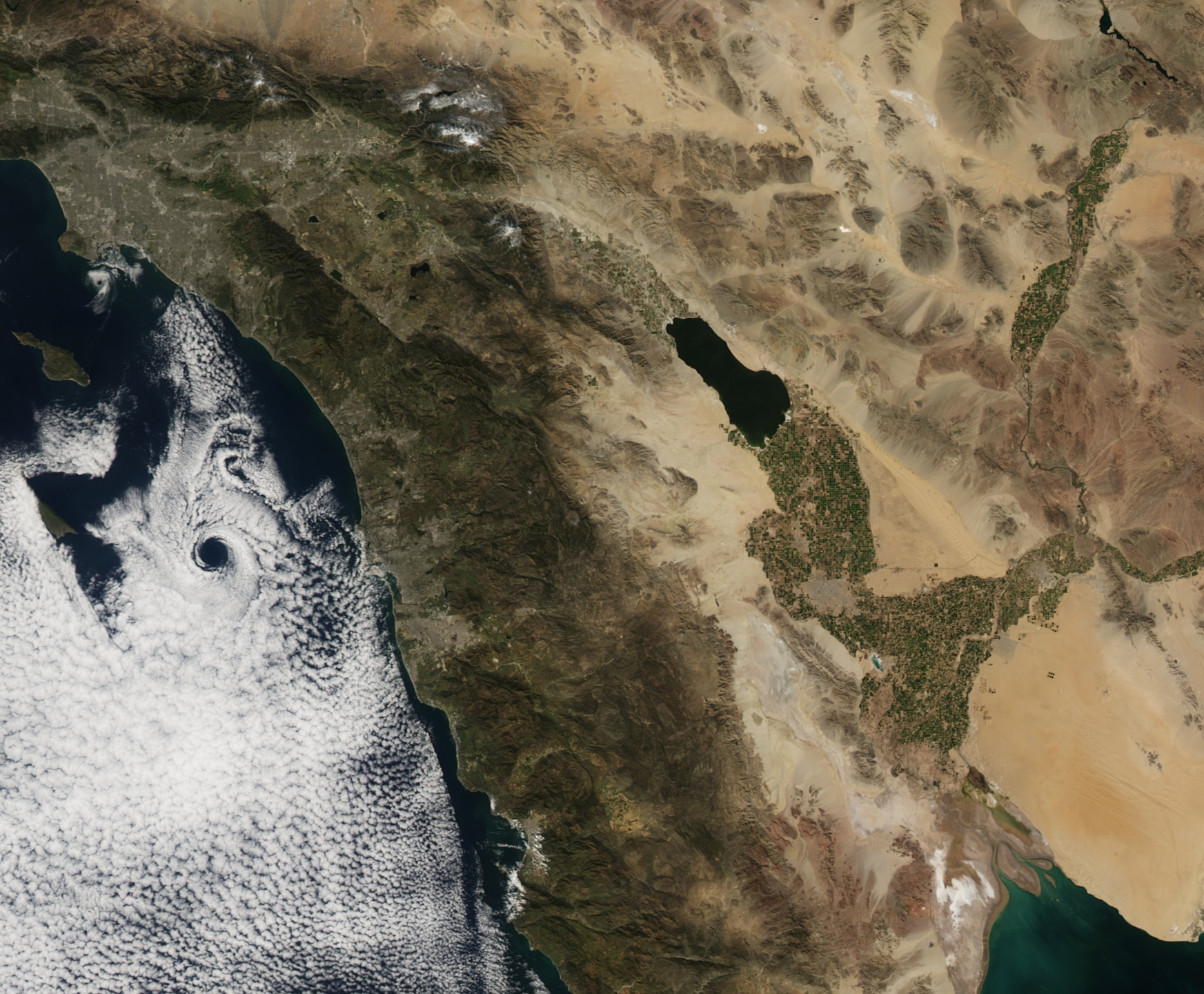
Satellitenaufnahme der Erdbebenzone mit Saltonsee, Imperial-Valley und Mündungsbereich des Colorado Rivers

Das Epizentrum des Bebens liegt in jungpleistozänem und holozänem Alluvium am Südwestrand der Salton-Senke und ist der Sierra de Los Cucapah und der Sierra el Mayor etwa 5 Kilometer östlich vorgelagert. Das Hypozentrum befindet sich wahrscheinlich in kristallinen Gesteinen des Grundgebirges.
In Südostrichtung wechselt die Bruchzone nach etwa 15 Kilometern in die bis zu 5 Kilometer mächtigen Deltasedimente des Colorado Rivers. Sie hält sich hierbei an den Nordostrand des Deltas. Die wassergesättigten Deltasedimente erlitten in einem rund 25 Kilometer breiten Streifen durch die Schockwellen des Bebens eine sehr starke Liquefaktion, die sich auf ein Gebiet von 833 Quadratkilometer auswirkte. Die Liquefaktion betraf auch das Gebiet des Epizentrums und den Nordostrand des Laguna-Salada-Beckens.
Nach Nordwesten durchquerte der Bruch die Sierra de Los Cucapah. Dieses herausgehobene Grundgebirgsmassiv überragt seine Umgebung etwas mehr als 1000 Meter und baut sich überwiegend aus plutonischen Gesteinen auf – mittel- bis grobkörnige Granitoide aus dem Jura und der Kreidezeit: Tonalitgneise im Hangenden – La-Puerta-Tonalit (JKi) – und darin intrudierte Granodiorite – Cucapah-Granodiorit (Kg). Der La-Puerta-Tonalit ist ebenfalls metamorphosiert (er besitzt eine steile, Nordwest-streichende Foliation und ist außerdem in Zusammensetzung und Gefüge sehr heterogen). Der Cucapah-Granodiorit bildet innerhalb des La-Puerta-Tonalits eine längliche Domstruktur. Er zeigt eine sehr schwache Foliation, die auch fehlen kann und enthält eine porphyrische Fazies mit bis zu 3 Zentimeter großen Mikroklin-Phänokristallen. Seine melanokratische Fazies (Kgi) liegt geochemisch zwischen Tonalit und Granodiorit und bildet ein diskontinuierliches Band zwischen den beiden Plutoniten. Es findet sich vorwiegend am Südwestrand des Granodiorits und kann bis zu 2 Kilometer mächtig werden.
Die Granitoide waren in Metasedimente (JKm – vorwiegend Gneise reich an Quarz und Feldspat und untergeordnet Marmore, Amphibolite, Quarzite und Biotit-reiche Schiefer) des Paläozoikums und Mesozoikums eingedrungen, welche als Abdeckung nur am Nordwestende der Sierra von der Borrego-Verwerfung durchschlagen werden. Das Alter der Metasedimente ist nicht gesichert, es wird vom Zeitraum Perm bis Jura ausgegangen. Ihr Metamorphosegrad erreichte die obere Amphibolit-Fazies (mit Cordierit). Konkordant eingedrungene Hornblende-Biotit-Tonalite lieferten Alter von 160 bis 125 Millionen Jahren (Oberjura bis Unterkreide). Die Tonalite wurden ihrerseits im Cenomanium von rund 100 Millionen Jahre alten Biotit-Granodioriten (mit melanokratischer Fazies) intrudiert.
In der Oberkreide wurde die Sierra herausgehoben. Auf das angehobene und im Eozän durch aus dem weiter im Osten gelegenen Hochland von Sonora stammenden Flusssystemen wieder eingeebnete Grundgebirge legten sich im mittleren Miozän (Langhium) diskordant Vulkanite (Tv) eines Inselbogens (Colonia-Progreso-Vulkanite – Andesite und dazitische vulkanische Brekzien und Sandsteine), die mittels Biotit auf 15,3 Millionen Jahre datiert wurden. Fanglomerate verzahnen sich sodann mit den Vulkaniten und überlagern diese.
Die Sierra wird von 4.000 Meter mächtigen, klastischen Riftbodensedimenten (TQs) des Neogens umgeben, deren Alter vom oberen Miozän bis in die Moderne reicht. Diese liegen auf den Colonia-Progreso-Vulkaniten. Sie füllen tektonische Becken, die ihrerseits später wieder an neuen Störungen herausgehoben wurden und der Erosion anheimfielen. Im oberen Pliozän folgten marine Ton- und Sandsteine der Imperial-Formation aus der Salton-Senke. Im Altpleistozän lagerten sich vor 2 Millionen Jahren Deltasedimente des Colorado Rivers als Palm-Spring-Formation ab. Den Abschluss bilden Konglomerate der Canebrake-Formation sowie spätquartären und holozäne Schwemmkegelsedimente, in denen sich vorrangig die jüngsten tektonischen Bewegungen abzeichnen. In der Sierra de Los Cucapah und in der Sierra El Mayor lassen sich 8 dieser sich zum Teil gegenseitig überlappenden Fächer ausscheiden.
Der Bruch endet dann in quartären Sanden der Yuha-Wüste (bzw. des Yuha-Beckens).

## Tektonische Übersicht

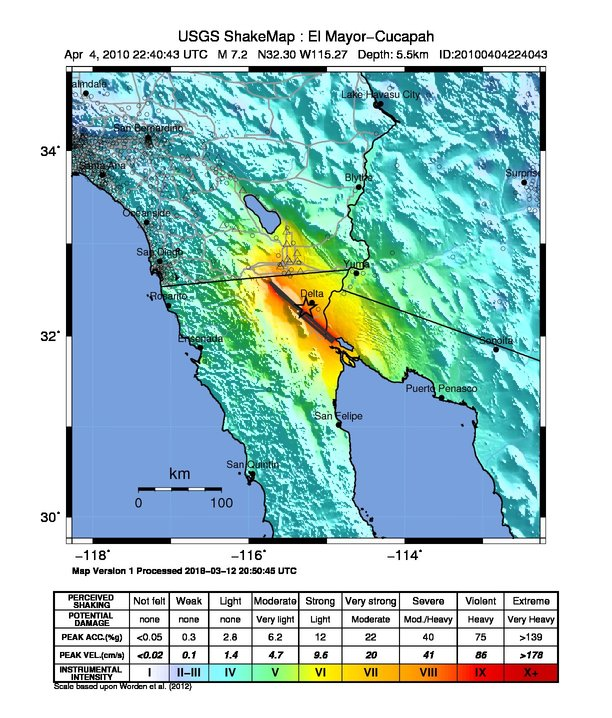
Die Karte stellt die Intensität des Hauptbebens in der Erdbebenregion dar.

Das Erdbeben vom 4. April 2010 mit der Magnitude 7,2 Mw ereignete sich etwa 45 km südlich der Grenze zwischen den Vereinigten Staaten und Mexiko im Norden der Halbinsel Niederkalifornien in geringer Tiefe an der Grenze zwischen der Nordamerikanischen und Pazifischen Platte. Dieses Gebiet gehört zur südlichen Big-Bend-Domäne des nordamerikanischen Plattenrandes, gekennzeichnet durch ein hohes Niveau an bis in die Gegenwart anhaltender, historischer Seismizität; dennoch war das Erdbeben das stärkste an dieser Stelle seit 1892 – dem Laguna-Salada-Erdbeben 1892. Es war stärker als das M-6.9-Erdbeben von 1940 und die weiteren Erdbebenereignisse in dieser Region Niederkaliforniens zu Beginn des 20. Jahrhunderts (beispielsweise 1915 und 1934).
In der geographischen Breite des Erdbebens schiebt sich die Pazifische Platte in Hinsicht zur Nordamerikanischen Platte mit einer Geschwindigkeit von etwa 45 mm pro Jahr nach Nordwesten. Die Hauptplattengrenze im Norden Niederkaliforniens besteht aus einer Reihe von nach Nordwesten streichenden Blattverschiebungsverwerfungen, die von auseinanderstrebenden Becken voneinander getrennt werden. Diese Verwerfungen unterscheiden sich zu den allerdings parallel verlaufenden Fasern der San-Andreas-Verwerfung. Das Hauptbeben vom 4. April ereignete sich an einem Blattverschiebungssegment der Plattengrenze, die mit dem südöstlichen Abschnitt der Laguna-Salada-Verwerfung zusammenfällt. Zwar sind die Lage und der fokale Mechanismus des Erdbebens konsistent mit dem Schock an der Verwerfung, ein Reißen der Erdkruste an dieser Stelle ist jedoch noch nicht bestätigt. Die Nachbeben erstrecken sich beiderseits des Epizentrums entlang der Verwerfung. Die Zone der Nachbeben reicht von der Nordspitze des Golfes von Kalifornien bis zur mexikanisch-amerikanischen Grenze.
Erdbeben mit Magnituden von bis zu 7 wurden historisch in diesem Bereich der Plattengrenzen aufgezeichnet. Das Erdbeben von 1892 ereignete sich an der Laguna-Salada-Verwerfung, lag jedoch deutlich weiter nordwestlich. Das Imperial-Valley-Erdbeben 1940 erreichte die Magnitude 7 und hatte ein Zentrum weiter nördlich an der Imperial-Verwerfung. Beide Erdbeben gingen mit einer deutlichen Oberflächenverformung einher. Ein Ereignis mit der Magnitude M 7,0 oder 7,1 ereignete sich 1915 in dieser Region und ein Erdbeben mit der Magnitude M 7,0 bis 7,2 im Jahr 1934 brach die Cerro-Prieto-Verwerfung auf, wobei die Oberfläche um mehrere Meter versetzt wurde.
In der Umgebung des Erdbebens vom 4. April 2010 bestehen bis zu 7 aktive Verwerfungen. Da in diesem Gebiet die unterseeische Plattengrenze im Golf von Niederkalifornien in die kontinentale Plattengrenze im Salton-Graben übergeht, ist die seismische Tätigkeit hier komplex. Die meisten der wichtigeren aktiven Verwerfungen laufen von Nordwesten nach Südosten und es handelt sich dabei um rechtsseitige Blattverschiebungen, die in der San-Andreas-Verwerfung und den parallel verlaufenden Verwerfungen bei Lake Elsinore und San Jacinto nördlich der Staatsgrenze üblich sind.

## Auswirkungen

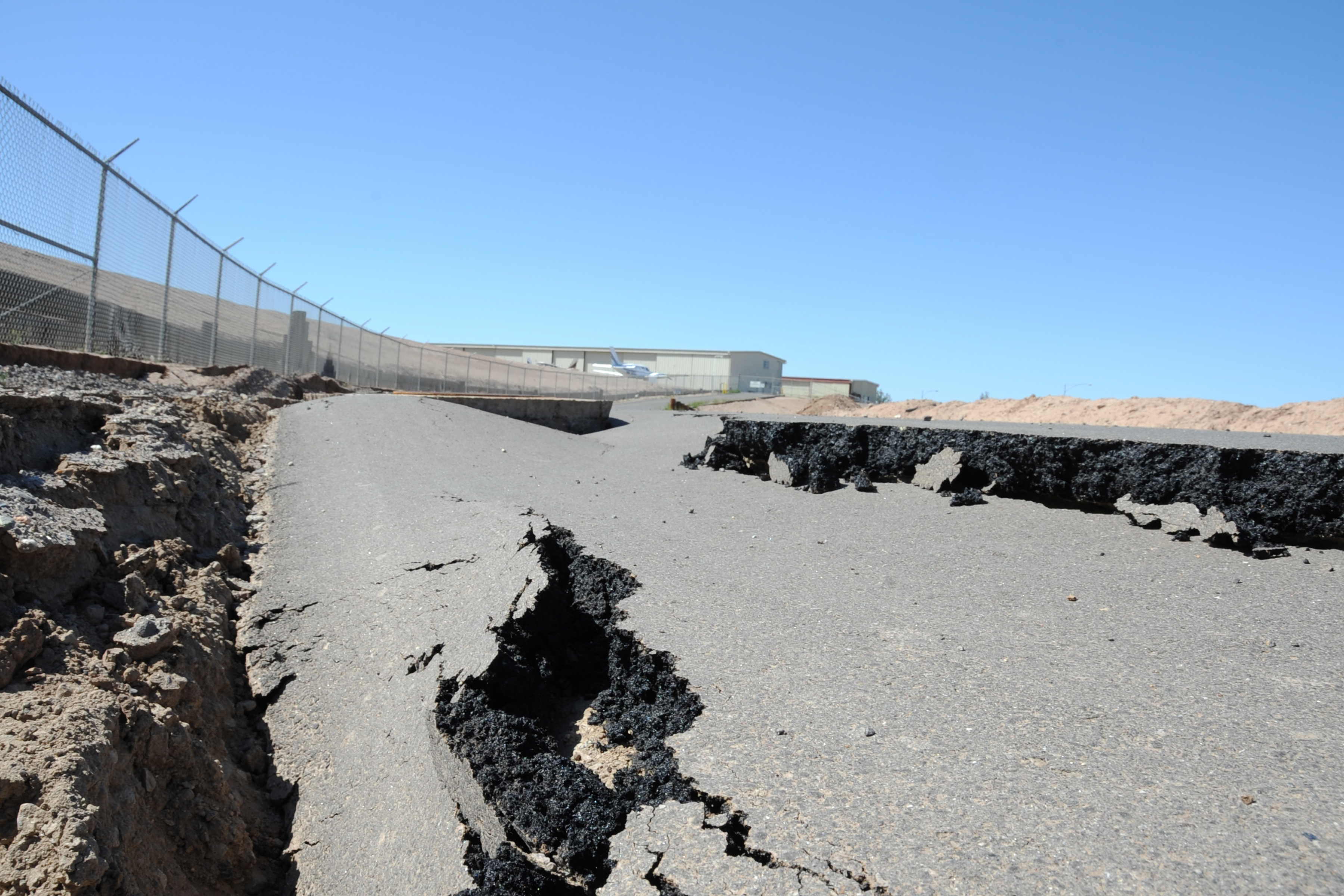
Risse im Teer, Calexico

Die meisten Schäden verursachte das Erdbeben in der Zwillingsstadt Mexicali-Calexico, die sich beiderseits der Grenze zwischen den Vereinigten Staaten und Mexiko erstreckt. In der fast eine Million Einwohner zählenden Stadt Mexicali barsten Gasleitungen, weswegen Brände ausbrachen. Unter den berichteten Schäden sind außerdem eingestürzte Gebäude, geknickte Straßenoberflächen sowie der Ausfall des Telefonnetzes und der Stromversorgung. Das gesamte Tal von Mexicali bis hinunter zum Golf von Kalifornien war betroffen. Viele kleine Dörfer und landwirtschaftliche Betriebe erlitten wegen der Liquefaktion und der Bodenrisse starke Beschädigungen. Durch die Liquefaktion unterhalb der Oberfläche kam es teilweise zu bedeutenden Wasseraustritten. Risse durchzogen geteerte Straßen, Wasserkanäle wurden versetzt und brachen, Strommasten knickten ein und auch Wohnhäuser blieben nicht verschont. Insgesamt wurden 25.000 bis 35.000 Menschen aus der vom Erdbeben betroffenen Zone evakuiert.
Die Gesamtschäden des Erdbebens werden mit 1,15 Milliarden US-Dollar beziffert.
Durch das Beben waren 4 Todesopfer zu beklagen, die Zahl der Verletzten wird mit 100 bis 233 angegeben.

## Bedeutung

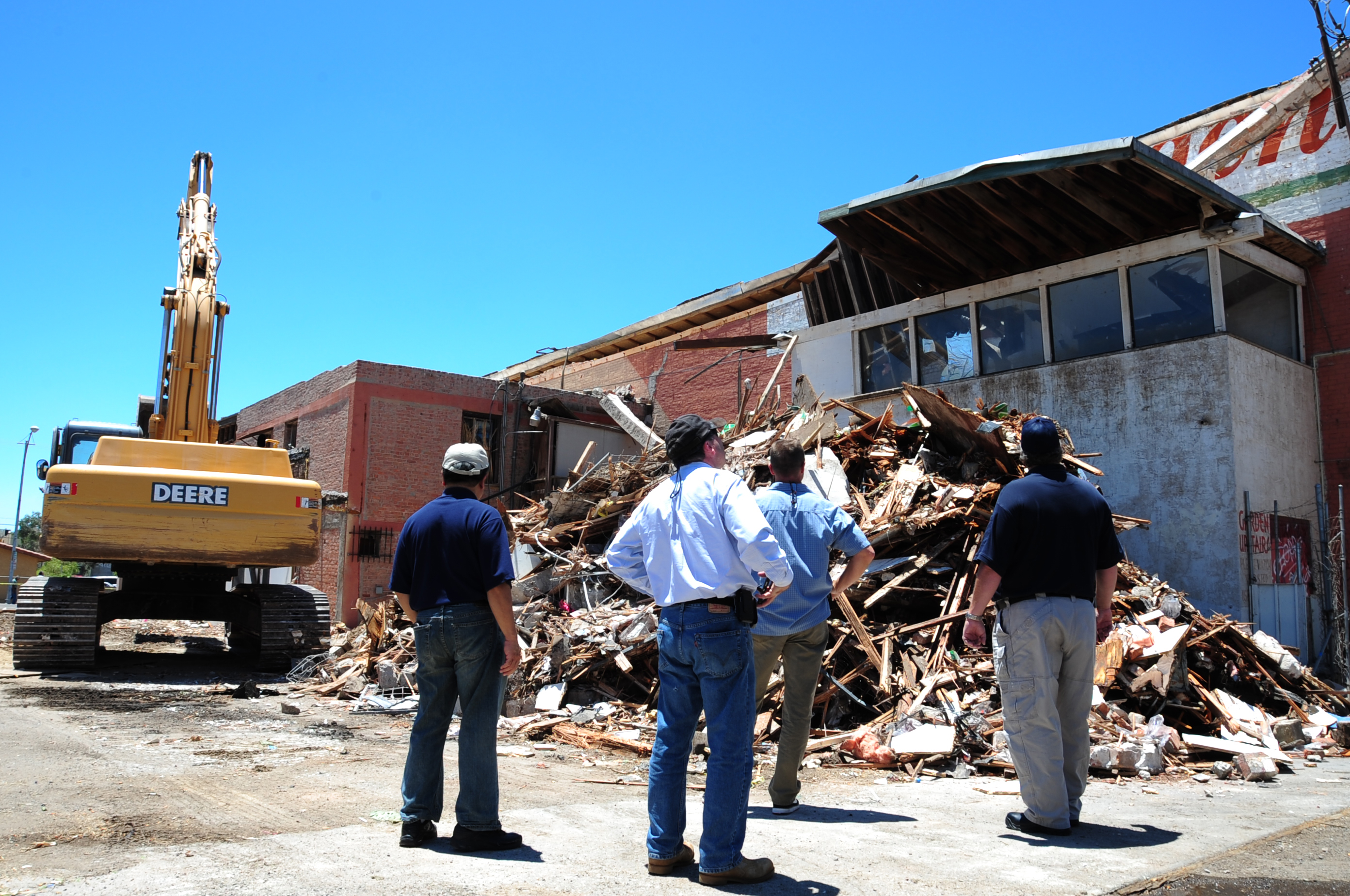
Abrissarbeiten an beschädigten Gebäuden in Calexico

Das Niederkalifornien-Erdbeben von 2010 mit einer Stärke von MW = 7,2 erzeugte einen der kompliziertesten Oberflächenbrüche, der jemals entlang der Pazifisch-Nordamerikanischen Plattengrenze dokumentiert worden war. Durchschnittlich konnten rund 2 Meter an dextralem Schrägversatz an mindestens 7 verschiedenen Verwerfungen identifiziert werden. Die betroffene Zone mit einer Streichrichtung von N 135 war rund 120 Kilometer lang und erstreckte sich von der amerikanisch-mexikanischen Grenze bis an den Golf von Kalifornien. Nur sehr selten war der seismogene Versatz an einer einzigen Bruchfläche erfolgt, vielmehr verteilte er sich netzartig über eine Bruchzone. Im Zentralteil der Sierra de Los Cucupah wird diese Bruchzone bis nahezu 4 Kilometer breit und enthält drei, mehr oder weniger parallel nebeneinander her verlaufende Hauptverwerfungsstränge.
Von Bedeutung ist ferner die Tatsache, dass das Beben sich auch auf andere Verwerfungen auswirkte, und das nicht nur in der unmittelbaren Umgebung. So riss beispielsweise das in mehr als 160 Kilometer Entfernung gelegene Mecca-Hills-Segment der San-Andreas-Verwerfung.
Innerhalb der Plattengrenzregion ist das Niederkalifornien-Erdbeben die bedeutendste Erdbebenfolge seit dem Hector-Mine-Erdbeben 1999 und dem Landers-Erdbeben 1992. Mit diesen beiden Ereignissen hatte es mehrere seismotektonische Charakteristiken gemein. So ereignete sich keine dieser drei Erdbebenfolgen direkt entlang der Plattengrenzen, definiert durch die San Andreas-Verwerfung, die Imperial-Verwerfung oder die Cerro-Prieto-Verwerfung. Zweitens waren bei ihnen mehrere Stränge mit dextraler Schrägabschiebung gerissen und ihre Nachbebensequenzen waren vergleichbar. Und drittens waren die Verwerfungen des Landers-Erdbebens von der San-Andreas-Verwerfung deutlich nach Osten abgesetzt, so wie auch die Verwerfungen des Niederkalifornien-Erdbebens mehr als 10 Kilometer westlich von der Cerro-Prieto-Verwerfung entfernt liegen. Diese Westwärtsdrift des Verwerfungsverlaufs geht konform mit einer westwärts wandernden Verformungskonzentration im Golf von Kalifornien. Somit dehnt sich auch die Salton-Senke weiter nach Westen aus.

## Belege
1. 1 2   Quake rolls across Baja, Los Angeles Times, 5. April 2010 (englisch).
2. ↑  Alicia Chang:  Big Baja quake came from 'chaotic' fault system, San Jose Mercury News, 4. April 2010. Abgerufen am 5. April 2010 (englisch).
3. ↑  Shenji Wei und Kollegen: Superficial simplicity of the 2010 El Mayor-Cucapah earthquake of Baja California in Mexico. In: Nature geoscience. Band 4(9), 2011, S. 615–618, doi:10.1038/NGEO1213.
4. ↑   90+ aftershocks in Mexico-California region after strong quake In: Digital Journal, 4. April 2010
5. ↑  Magnitude 5.2 - BAJA CALIFORNIA, MEXICO. In: United States Geological Survey. Archiviert vom Original am 9. April 2010; abgerufen am 4. Mai 2010.  Info: Der Archivlink wurde automatisch eingesetzt und noch nicht geprüft. Bitte prüfe Original- und Archivlink gemäß Anleitung und entferne dann diesen Hinweis.
6. ↑  Magnitude 5.4 - BAJA CALIFORNIA, MEXICO. In: United States Geological Survey. Archiviert vom Original am 9. April 2010; abgerufen am 4. Mai 2010.  Info: Der Archivlink wurde automatisch eingesetzt und noch nicht geprüft. Bitte prüfe Original- und Archivlink gemäß Anleitung und entferne dann diesen Hinweis.
7. ↑  Magnitude 5.1 - SONORA, MEXICO. In: United States Geological Survey. Archiviert vom Original am 9. April 2010; abgerufen am 4. Mai 2010.  Info: Der Archivlink wurde automatisch eingesetzt und noch nicht geprüft. Bitte prüfe Original- und Archivlink gemäß Anleitung und entferne dann diesen Hinweis.
8. ↑  PAGER - M 7.2 - 39.0 mi SSE of Calexico, CA. United States Geological Survey, 5. April 2010, archiviert vom Original am 8. April 2010; abgerufen am 5. April 2010 (englisch).  Info: Der Archivlink wurde automatisch eingesetzt und noch nicht geprüft. Bitte prüfe Original- und Archivlink gemäß Anleitung und entferne dann diesen Hinweis.
9. ↑  The Earthquake Engineering Research Institute (EERI): Learning from earthquakes The Mw 7.2 El Mayor Cucapah (Baja California) Earthquake of April 4, 2010. In: EERI Special Earthquake Report. 2010, S. 1–12.
10. ↑  T. Uchide, H. Yao und P. M. Shearer: Spatio-temporal distribution of fault slip and high-frequency radiation of the 2010 El Mayor–Cucapah, Mexico earthquake. In: Journal of Geophysical Research. v. 118, 2013, S. 1546–1555, doi:10.1002/jgrb.50144.
11. ↑  S. Wei und Kollegen: Superficial simplicity of the 2010 El Mayor–Cucapah earthquake of Baja California in Mexico. In: Nature Geoscience. v. 4, 2011, S. 615–618, doi:10.1038/ngeo1213.
12. ↑  M. J. Rymer und Kollegen: Triggered surface slips in southern California associated with the 2010 El Mayor–Cucapah, Baja California, Mexico, earthquake. In: U.S. Geological Survey Open File Report. Band 2010-133, 2011, S. 62.
13. ↑  R. J. Dorsey: Sedimentation and crustal recycling along an active oblique-rift margin: Salton Trough and northern Gulf of California. In: Geology. Band 38(5), 2010, S. 443–446.
14. ↑  Giles A.  Ostermeijer, T. M. Mitchell, F. M. Aben, R. J. Dorsey, M. J. Browning, T. K. Rockwell, J. M. Fletcher und F. Ostermeijer: Damage zone heterogeneity on seismogenic faults in crystalline rock; a field study of the Borrego Fault, Baja California. In: Journal of Structural Geology. 2020, doi:10.1016/j.jsg.2020.104016.
15. ↑  G. J. Axen, D. F. Stockli, M. Grove, O. M. Lovera, D. A. Rothstein, J. M. Fletcher und K. A. Farley: Thermal evolution of Monte Blanco dome: Low-angle normal faulting during Gulf of California rifting and late Eocene denudation of the eastern Peninsular Ranges. In: Tectonics. v. 19, S. 197–212, doi:10.1029/1999TC001123.
16. ↑  J. M. Chora-Salvador: Analisis cinematico de fallas neogenicas normales de alto y bajo angulo en la Sierra Cucapa, Baja California, Mexico. In: Tesis de maestría (Doktorarbeit). Centro de Investigacion Cientifica y de Educacion Superior de Ensenada, Ensenada, Baja California 2003, S. 107.
17. ↑  P. L. Abbott und T. E. Smith: Sonora, Mexico, source for the Eocene Poway conglomerate of southern California. In: Geology. Band 17(4), 1989, S. 329–332.
18. ↑  J. J. Chanes-Martínez, M. González-Escobar, F. Suárez-Vidal und C. G. Gallardo-Mata: Structural geometry of a sector of the Colorado river delta, Baja California, Mexico, based on seismic reflections. In: Pure and Applied Geophysics. v. 171, 2014, S. 1107–1127, doi:10.1007/s00024-013-0729-z.
19. ↑  A. Martín-Barajas, S. Vázquez-Hernández, A. L. Carreño, J. Helenes, F. Suárez-Vidal und J. Álvarez-Rosales: Late Neogene stratigraphy and tectonic control on facies evolution in the Laguna Salada Basin, northern Baja California, Mexico. In: Sedimentary Geology. Band 144(1–2), 2001, S. 5–35.
20. ↑  R. Spelz, John M. Fletcher, L. Owen und M. Caffee: Quaternary alluvial-fan development, climate and morphologic dating of fault scarps in Laguna Salada, Baja California, Mexico. In: Geomorphology. Band 102(3–4), 2008, S. 578–594.
21. 1 2  Magnitude 7.2 - BAJA CALIFORNIA, MEXICO Earthquake Summary. United States Geological Survey, 4. April 2010, archiviert vom Original am 6. April 2010; abgerufen am 5. April 2010 (englisch).
22. ↑  F. Suárez-Vidal und Kollegen: Preliminary report of the geological effects and damage distribution of the April 4, 2010 Cucapah-El Mayor earthquake, Mexicali Valley, BC, Mexico. In: Geological Society of America, Cordilleran Section. Abstract LB2-2. Anaheim, California 2010.
23. ↑  John M. Fletcher und Kollegen: Assembly of a large earthquake from a complex fault system: Surface rupture kinematics of the April 4, 2010 El Mayor–Cucapah Mw7.2 earthquake. In: Geosphere. v. 10, 2014, S. 797–827, doi:10.1130/GES00933.1.
24. ↑  Michael E. Oskin und Kollegen: Near-field deformation from the El Mayor–Cucapah earthquake revealed by differential LIDAR. In: Science. v. 335, no. 6069, 2012, S. 702–705, doi:10.1126/science.1213778.
25. ↑  Egill Hauksson, Joann Stock, Kate Hutton, Wenzheng Yang, Antonio Vidal-Villegas und Hiroo Kanamori: The 2010 Mw 7.2 El Mayor-Cucapah Earthquake Sequence, Baja California, Mexico and Southernmost California, USA: Active Seismotectonics along the Mexican Pacific Margin. In: Pure and Applied Geophysics. Band 168 (2011), 2010, S. 1255–1277, doi:10.1007/s00024-010-0209-7.
26. ↑  M. Pacheco und Kollegen: Stratigraphy and structure of the Altar basin of NW Sonora: implications for the history of the Colorado River delta and the Salton Trough. In: Revista Mexicana de Ciencias, Geológicas. v. 23, no. 1, 2006, S. 1–22.